# Teoria di stringa tipo I
In fisica teorica, la teoria di superstringa tipo I, detta anche teoria di stringa tipo I, è una delle cinque teorie delle superstringhe matematicamente consistenti all'interno della teoria delle stringhe.

## Caratteristiche fondamentali
La stringa di tipo I ha in sé delle peculiarità che la rendono unica rispetto alle altre quattro superstringhe: è stato, infatti, estremamente complicato per i fisici teorici stabilire quali relazioni legassero questa teoria alle altre. La sua enunciazione progressiva, che almeno per quanto riguarda la relazione con le stringhe eterotiche non è ancora del tutto completa, ha così seguito l'evoluzione dell'intera teoria delle stringhe, fin quasi dai suoi albori, presentando problemi che si sono poi dimostrati cruciali per l'elaborazione della teoria stessa.

## La storia
La stringa di tipo I è stata la prima fra le cinque teorie delle superstringhe ad essere stata enunciata: la sua formulazione si colloca in quel periodo della storia della teoria delle stringhe in cui si tentava di fornire una controparte supersimmetrica alla stringa bosonica, che invece comportava delle anomalie, tra le quali la più incredibile era rappresentata dai tachioni; fotoni e gravitoni, invece, erano forniti di una spiegazione soddisfacente: infatti, nel 1974, Scherk, Schwarz e Yoneya, elaborando i dati delle ampiezze di Veneziano e Shapiro-Virasoro, avevano scoperto che i fotoni sono sempre inclusi nelle eccitazioni di stringhe aperte, mentre i gravitoni lo sono in quelle di stringhe chiuse. Questa scoperta fece sì che una teoria nata per descrivere le interazioni adroniche, ora venisse usata come teoria della gravità.
La stringa fermionica introdotta nel 1970 da Neveu, Ramond e Schwarz, e perciò detta NSR, fu invece accantonata perché alcune sue particelle non rispettavano il principio di esclusione di Pauli, che caratterizza tutti i fermioni; la stringa NSR venne, però, riabilitata nel 1977 ad opera di Gliozzi, Scherk e Olive, i quali formularono, per tale scopo, la cosiddetta proiezione GSO: essa restringeva gli stati possibili per la stringa NSR in modo che tutti i suoi fermioni fossero soggetti al principio di esclusione. Tuttavia mancava ancora una teoria che stabilisse la supersimmetria tra bosoni e fermioni.
Ma la proiezione GSO si rivelò particolarmente efficace nel collegare la stringa NSR alla supergravità in dieci dimensioni, delle quali nove spaziali ed una temporale, intento per la quale era stata inizialmente formulata. Da questa supergravità, denominata di tipo I, si fece discendere la superstringa di tipo I.

## La teoria
Come le altre quattro superstringhe consistenti, la superstringa tipo I è descritta da un modello in dieci dimensioni. Questo fatto si spiega considerando che, aggiungendo i fermioni nella teoria, compaiono quelli che vengono tecnicamente designati come ghosts (fantasmi): essi sono stati normali negativi che si aggiungono a quelli già presenti nella stringa bosonica e che nella meccanica ondulatoria classica indicano l'instabilità del sistema in esame. Ricorrendo, però, ad una teoria supersimmetrica in dieci dimensioni, questi ghosts scompaiono. Così tutte le cinque teorie delle superstringhe non hanno il problema dei tachioni che, invece, affligge la teoria bosonica.

### Relazioni con le altre stringhe
Tutte le cinque teorie delle superstringhe sono legate tra loro da particolari dualità; per quanto riguarda la superstringa di tipo I, essa è relazionata alla superstringa eterotica SO(32) tramite la S-dualità: perciò la costante di accoppiamento {\displaystyle g} della teoria tipo I, corrisponde alla costante {\displaystyle 1/g} della teoria SO(32).
È interessante notare che, nell'ambito della M-teoria e della conseguente estensione al mondo brana, come mostrato da Augusto Sagnotti la stringa di tipo I può essere ottenuta come un orientifold dalla superstringa IIB: l'orientifold è un particolare meccanismo di Kaluza-Klein che, applicato alla stringhe tipo I, sia aperte che chiuse, può far risalire ad una teoria di stringa IIB di sole stringhe chiuse.
È bene sottolineare, poi, che nella teoria tipo I viene violata la parità, proprio come accade nelle interazioni deboli.

### Meccanismo di Green-Schwarz e stringa tipo I
L'aspetto fondamentale del legame con le stringhe eterotiche risiede nell'aver dato origine, nel 1984, a quella che è stata chiamata la prima rivoluzione delle superstringhe. Questa ha preso avvio da un metodo di cancellazione delle anomalie, studiato da Green e Schwarz, che prende in considerazione due possibili supergravità di tipo I, al cui interno ci fossero campi di Yang-Mills associati a matrici corrispondenti ai gruppi SO(32) ed E8×E8. In seguito venne proposto da David Jonathan Gross, Harvey, Martinec e Rohm una stringa eterotica per ciascuno di questi due gruppi, che tuttavia coinvolgeva solo stringhe chiuse, nella relazione con la stringa tipo I. Così quest'ultima è stata messa da parte per alcuni anni, in favore della più promettente stringa eterotica E8×E8. Negli anni novanta lo sviluppo del concetto di orientifold, dovuto in gran parte al gruppo di Teoria delle Stringhe dell'Università di Roma "Tor Vergata", ha condotto alla costruzione di intere nuove classi di vuoti, le cui caratteristiche differiscono talvolta in modo netto dagli spettri perturbativi della stringa eterotica. In particolare, come mostrato da Augusto Sagnotti, il meccanismo di Green-Schwarz ha in questi modelli una forma più generale, che coinvolge diversi tensori antisimmetrici. Negli anni novanta queste ricerche hanno portato alla costruzioni di vuoti chirali e, più recentemente, alla costruzione di un'ampia classe di estensioni del Modello Standard in termini di flussi magnetici, o equivalentemente di brane ad angolo.